# Renier (chanson de geste)
Pour les articles homonymes, voir Renier.
Renier est une chanson de geste de la seconde moitié du XIIIe siècle dont le héros est Renier de Messine. Elle appartient au Cycle de Guillaume d'Orange et, au prix d'anachronismes, fait le lien avec le celui des croisades.